# Mine de Murowa
La mine de Murowa est une mine à ciel ouvert et souterraine de diamants situé au Zimbabwe,,.